# WSTR-TV

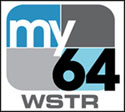

WSTR-TV는 미국 MyNetworkTV 소속의 방송사이며, 오하이오주의 신시내티, 인디애나주의 로렌스버그, 켄터키주의 버링턴을 관할한다.

## 연혁
1979년 설립 당시 WCC(미국 독립 방송 협회) 소속이었다가, 1993년에는 PTEN으로, 1995년에는 UPN으로, 1998년에는 The WB 소속이었다가, 2006년 MyNetworkTV로 이관되었다.

## 채널번호
64.1번이 MyNetworkTV이며, 64.2번이 The COOLTV이다.